# Тарасовка (Житомирский район)
Тарасовка (укр. Тарасівка) — село на Украине, находится в Житомирском районе Житомирской области.
Код КОАТУУ — 1822084402. Население по переписи 2001 года составляет 156 человек. Почтовый индекс — 12436. Телефонный код — 412. Занимает площадь 0,077 км².

## Адрес местного совета
12436, Житомирская область, Житомирский р-н, с.Лещин, ул.Ленина, 3а